# Ruta 20 (Bolivien)
Die Ruta 20 ist eine Nationalstraße im südamerikanischen Andenstaat Bolivien.

## Streckenführung
Die Straße hat eine Länge von 81 Kilometern und durchquert den südöstlichen Teil des Departamento Potosí und den südwestlichen Teil des Departamento Chuquisaca in West-Ost-Richtung. Die Straße beginnt an der Ruta 14 bei der Ortschaft Hornillos, 22 Kilometer nördlich der Stadt Tupiza, und durchquert die nahezu unbesiedelte Cordillera de Mochara, wo die Straße Höhen bis zu 4300 m überwindet. Auf der östlichen Seite des Höhenrückens passiert die Straße die Ortschaft Impora und endet nach 81 Kilometern an der Ruta 1 bei Las Carreras am Río San Juan del Oro.
Die Ruta 20 ist in ihrer gesamten Länge nicht asphaltiert, sie besteht aus Schotter- und Erdpiste.

## Geschichte
Die Ruta 20 ist mit Gesetz 2187 vom 12. April 2001 zum Bestandteil des bolivianischen Nationalstraßennetzes "Red Vial Fundamental" erklärt worden.

## Streckenabschnitte

### Departamento Potosí
- km 000: Hornillos

### Departamento Chuquisaca
- km 063: Impora
- km 081: Las Carreras